# Elizabeth Carnegy
Elizabeth Carnegy, Baroness Carnegy of Lour (28 de abril de 1925 - 9 de novembro de 2010) foi uma nobre e acadêmica escocesa.